# 웨스트 사이드 스토리 (2021년 영화)
《웨스트 사이드 스토리》(영어: West Side Story)는 2021년 개봉한 미국의 로맨스 뮤지컬 영화이다. 스티븐 스필버그가 감독을, 토니 쿠슈너가 각본을 맡았다. 아서 로렌츠와 스티븐 손드하임의 동명 뮤지컬의 두번째 각색 영화이다.

## 줄거리
뉴욕의 웨스트사이드에서 백인 청년 패거리 '제츠'와 포르토리코계 청년 패거리 '샤크스'는 권력 다툼과 인종 갈등 속에서 영원한 적이었다.
두 패거리는 마을이 철거되기 전까지의 폭력적인 충돌을 반복하며, 그들의 분노를 해소하려 애썼다. 제츠 리더 '리프'는 두 패거리 사이에 규칙적으로 치뤄지는 결투를 제안했고, 전과자인 토니에게 도움을 요청했다. 하지만 토니는 새로운 삶을 위해 노력하고 있으며, 포르토리코계 마트 주인 발렌티나와 사랑에 빠진 상태였다. 반면, 샤크스 리더 베르나르도의 자매 마리아는 독립적인 꿈을 가지고 있었다.
한 지역 사회에서 열린 파티에서 토니와 마리아가 만나 사랑에 빠지지만, 이는 두 패거리 간 갈등을 더욱 심화시켰다. 베르나르도는 토니의 존재를 인정하고, 결투에 토니도 참여하도록 요구했다. 토니는 결투를 중단하려고 노력했지만 리프와의 갈등이 심해져 결국 두 패거리 간 치열한 싸움이 발생한다. 결투에서 베르나르도는 토니에게 공격을 가하고, 토니가 그에 맞서는 과정에서 리프가 살해당했다. 절망과 분노에 사로잡힌 마리아는 토니와 함께 도망칠 수밖에 없었다.
그러나 치열한 결투 이후 토니는 베르나르도를 죽인 채, 마리아에게 자신의 운명을 인정한다. 파트너인 아닐라가 토니의 이야기를 듣고 그의 행동에 대한 반응은 복잡했다. 마리아는 안전하도록 도와주기 위해 모든 것을 걸었다. 결국 두 사람은 함께 죽음으로 향하게 된다.

## 출연진
- 앤설 엘고트 - 토니 역
- 레이철 제글러 - 마리아 역
- 아리아나 더보즈 - 아니타 역
- 데이비드 알바레즈 - 베르나르도 역
- 마이크 파이스트 - 리프 역
- 리타 모레노 - 발렌티나 역
- 브라이언 다시 제임스 - 크럽크 경사 역
- 코리 스톨 - 슈랭크 경위 역
- 조시 안드레스 리베라 - 치노 역
- 아이리스 메나스 - 애니바디스 역
- 마이크 아이브슨 - 글래드 핸드 역
- 자밀라 벨라스케스 - 메체 역
- 아넬리스 세페로 - 프로비 역
- 야스민 앨러스 - 류비아 역
- 제이미 해리스 - 로리 역
- 앤드리아 번스 - 파우스타 역
- 커티스 쿡 - 에이브 역